# Banisteriopsis caapi
Banisteriopsis caapi es una especie botánica de liana del género Banisteriopsis, de la familia de las malpiguiáceas. B. caapi desarrolla ramas largas y fuertes cuyas hojas son redondas, verdes y puntiagudas. Las palabras ayahuasca o yagé se refieren tanto a la B. caapi como a la decocción psicoactiva preparada por los indígenas en sus rituales. 
Se desconoce el territorio original de la Banisteriopsis caapi, pero se encuentra en las selvas tropicales de Colombia, Ecuador, Bolivia, Brasil, Panamá, Perú y Venezuela, en donde las comunidades indígenas amazónicas la utilizan en ceremonias rituales como ayahuasca, una decocción con una larga historia de uso enteógeno, purgativo y chamánico.

## Descripción
El yagé es un enorme arbusto trepador que produce tallos leñosos que pueden alcanzar los 30 metros de largo. Es además una planta enredadera que necesita un soporte para encaramarse, como otra planta, un muro o un peñasco.

### Flor

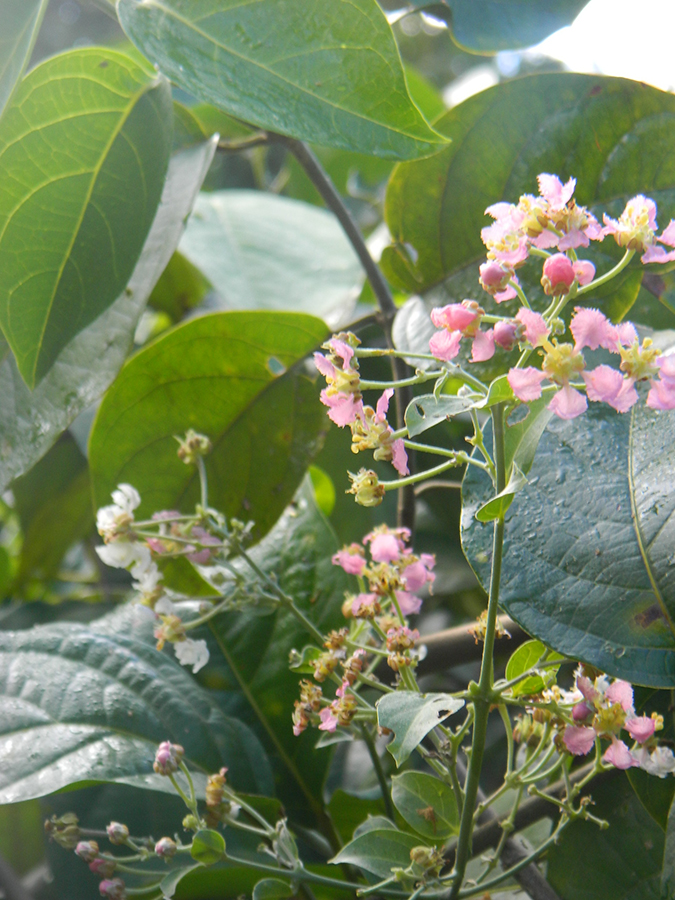
B. caapi en floración, jardín botánico del Centro Takiwasi en Tarapoto, Perú

El yagé produce una flor pequeña que puede alcanzar una dimensión de 14 centímetros con un número de entre 4 y 5 pétalos que pueden ser blancos o rosados. Las flores están distribuidas en un sistema simpódico de ramificación. Las flores son hermafroditas, raramente unisexuales, radiales de 5 pétalos.

### Fruto
Drupas o esquizocarpo de una sola semilla, similar a los granos del café y rico en vitamina C. Brotan entre marzo y agosto.

### Tallo
Se trata de un bejuco de planta de guía o enredadera con tallos elongados y delgados que nunca se sostienen por sí mismos. Cada nudo tiene su respectivo entrenudo ,hojas y yemas como un módulo. Todos los módulos de la planta tienen un grosor y funcionalidad más o menos similares, que adaptan al módulo a las condiciones locales. El bejuco puede alcanzar hasta 30 metros de largo.

### Hojas
Como en malpighiaceae, las hojas son grandes y crecen opuestas y alternas, simples y de márgenes enteros lobulados, con glándulas pluricelulares en el margen y venación pinnada.

## Distribución y hábitat
Crece generalmente en la selva tropical en donde es buscada por los indígenas que la utilizan en ritos tradicionales de medicina, aunque algunos grupos pueden cosecharla, pero los conocedores más conservadores prefieren tomarla del ambiente natural al considerar que así es más potente.
La planta es endémica de las áreas tropicales y subtropicales de Sudamérica, especialmente en las selvas tropicales de Colombia, Ecuador, Perú, Bolivia, Brasil y Venezuela (Cuenca del Orinoco). También se encuentra en la selva tropical en el oriente de Panamá en Centroamérica. No se encuentra de manera natural en otros continentes del mundo, aunque su creciente popularidad hace que sea trasplantada a otros continentes a manera de cultivo o como planta ornamental, pero no tolera los fríos extremos.

## Taxonomía
La especie fue descrita iniciamente como Banisteria caapi por Richard Spruce, validada por August Heinrich Rudolf Grisebach y publicado en Flora Brasiliensis 12(1): 43, en 1858, actualmente es tanto un sinónimo como el basónimo de esta; y ulteriormente, sería transferida al género Banisteriopsis por Conrad Vernon Morton en Journal of the Washington Academy of Sciences 21(20): 486, en 1931.

### Historia taxonómica
El botánico inglés Richard Spruce identificó a la Banisteriopsis caapi dentro de la familia de las Malpighiaceae en los estudios que realizó entre 1849 y 1864 en la Amazonía brasileña, venezolana y ecuatoriana en compañía de Alfred Russel Wallace y Henry Walter Bates. Reunieron más de 30 mil especies vegetales entre la Amazonía y los Andes, entre las cuales estaba el yagé del cual describieron que era utilizado por los indígenas del río Vaupés entre Venezuela y Brasil, los cuales le daban el nombre de caapi y lo utilizaban en sus rituales. Los indígenas que conocieron los botánicos fueron los tucanos entre Colombia y Brasil e indígenas de Ecuador.

#### Etimología
Banisteriopsis hace referencia al clérigo y naturista inglés John Banister y el nombre del género botánico de plantas con flores con 136 especies perteneciente a la familia Malpighiaceae y que es originario de las áreas tropicales y subtropicales de las Américas. Generalmente se abrevia como B.
caapi proviene de la lengua Ñe'engatú de la familia lingüística tupí-guaraní, que era la lengua más extendida en la costa de Brasil y en la amazonia colombiana (río Vaupés) antes del contacto con los europeos, y que siguió siendo extensivamente usada por los colonizadores en el primer período de la colonización portuguesa. Según Spruce, caapi traduce yerba u hoja delgada.

#### Sinonimia
- Banisteria inebrians J.F.Macbr., 1950[12]
- Banisteria inebrians C.V.Morton sensu J.F.Macbr.[13]
- Banisteria quitensis Nied., 1900[14]
- Banisteriopsis inebrians C.V.Morton, 1931[15]
- Banisteriopsis quitensis (Nied.) C.V. Morton, 1931[16]

### Variedades
Se distinguen dos variedades de yagé: mariri caupuri que crece más cerca del Ecuador y el mariri tucunaca que crece en zonas más frías como el sur del Brasil. Ambas variedades pertenecen a la misma especie, aunque tienen diferencias morfológicas y causan diferentes efectos.

## Importancia económica y cultural

### Usos

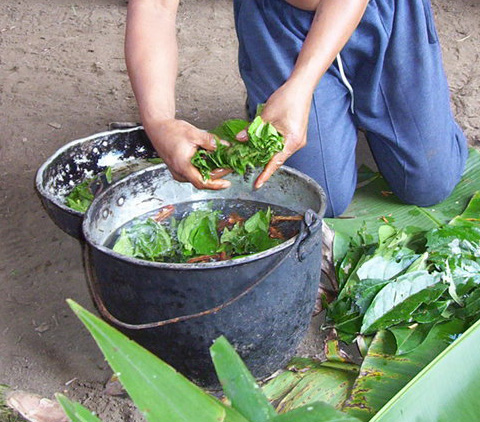
Preparación de la ayahuasca

Banisteriopsis caapi, ayahuasca o yagé es una planta utilizada en la medicina tradicional de pueblos indígenas de Colombia, Ecuador, Bolivia, Brasil, Panamá, Perú, y Venezuela. Varios de estos pueblos la utilizan para la preparación de la ayahuasca, un brebaje que se cocina con otra planta como la Psychotria viridis, entre otras. En dicho contexto es conocida por los pueblos indígenas como una planta medicinal que llama la atención por sus efectos psicodélicos y porque presenta casos en los cuales pacientes depresivos, adictos, etc, han superado substancialmente sus enfermedades.

### Farmacología
La planta contiene harmina, harmalina y tetrahidroharmina (THH). Estos alcaloides de la clase beta-carbolina actúan como inhibidores de la monoamino oxidasa (IMAO), los cuales permiten al componente psicoactivo primario dimetiltriptamina (DMT) entrar en actividad. En la decocción de ayahuasca, el DMT proviene de la incorporación de plantas como la Psychotria viridis, también conocida como chacruna, Psychotria carthagenensis conocida como amyruca o la Diplopterys cabrerana, conocida como chagropanga o chaliponga. El vástago de la planta de yagé contiene 0.11-0.83% de beta-carbolina con harmina y THH como sus mayores componentes.

## Nombres comunes
- Ayahuasca es una palabra quechua que traduce bejuco de la muerte. Esta palabra es utilizada en Perú, Bolivia y en partes del Ecuador.
- Yagé es una palabra cofán (/'jahe/, también se encuentra en otras fuentes escrita como yajé)[23][24] y es utilizada por indígenas de la Amazonia y Andes colombianos, ecuatorianos y en regiones peruanas cercanas a las fronteras de estos dos países.[25]
- En Brasil: cipó mariri, mariri, jagube, caapi, yagé[26]
- En Panamá: pildé[2]